# Маги, Кевин (баскетболист)
Кевин Дорнелл Маги (англ. Kevin Dornell Magee; 24 января 1959 года, Гэри, Индиана, США — 23 октября 2003 года, около Эймит-Сити, Луизиана, США) — американский профессиональный баскетболист.

## Ранние годы
Кевин Маги родился в городе Гэри (штат Индиана), учился в школе Саут-Пайк в городе Магнолия (штат Миссисипи), в которой играл за местную баскетбольную команду.

## Студенческая карьера
После окончания школы Маги поступил в Саддлбекский колледж, где в течение двух лет выступал за местную студенческую баскетбольную команду, в которой набирал в среднем за игру по 21,3 очка на первом году обучения и по 29,3 — на втором. В 1982 году закончил Калифорнийский университет в Ирвайне, где в течение двух лет играл за команду «УК Ирвайн Антитерс», в которой провёл успешную карьеру, набрал в итоге 1473 очка, 689 подборов, 17 передач, 45 перехватов и 79 блок-шотов. При Маги «Антитерс» ни разу не выигрывали ни регулярный чемпионат конференции Pacific Coast Athletic Association (PCAA), ни турнир конференции PCAA, а также ни разу не выходили в плей-офф студенческого чемпионата США. Несмотря на это Кевин два года подряд признавался баскетболистом года среди студентов конференции Pacific Coast Athletic Association (1981—1982), а также один раз включался во 2-ю всеамериканскую сборную NCAA (1982).

## Профессиональная карьера
Играл на позиции тяжёлого форварда. В 1982 году был выбран на драфте НБА под 39-м номером командой «Финикс Санз», однако в НБА никогда не играл, а сразу уехал играть в Европу, где провёл всю свою профессиональную карьеру. Сначала немного поиграл в Италии за команду «Кагива Варезе», после чего переехал в Испанию, где сразу же в составе «КАИ Сарагоса» выиграл кубок короля, а также дошёл до полуфинала кубка Корача.
В 1984 году Кевин Маги перебрался в Израиль, где на протяжении шести сезонов выступал за команду «Маккаби Тель-Авив», в составе которой провёл лучшие годы своей баскетбольной карьеры. В составе Маккаби он стал шестикратным чемпионом Израиля (1985—1990), пятикратным победителем кубка Израиля (1985—1987, 1989—1990), а также два раза доходил до полуфинала (1985—1986) и три раза становился вице-чемпионом (1987—1989) Кубка европейских чемпионов. На пике своей карьеры в Израиле Маги стал национальной сенсацией, будучи одним из первых среди знаменитостей, показанных в рекламе. Наиболее примечательным среди всех рекламных роликов, в которых он снимался, была раскрутка арахисового масла «Тельма».
В 1990 году Маги вернулся в Испанию в свой бывший клуб «КАИ Сарагоса», в котором в 1991 году добрался до финала Кубка обладателей кубков, где его команда проиграла греческому клубу «ПАОК» (72—76). Затем он по одному сезону отыграл в командах «Ауксилиум Торино» (Италия), «Париж Баскет Расинг» (Франция) и «Маккаби Ришон ле-Цион» (Израиль), но уже без особых успехов, после чего завершил свою профессиональную карьеру в 1994 году.

## Смерть
В четверг утром, 23 октября 2003 года, Кевин Маги погиб в автомобильной аварии на автомагистрали I-55 недалеко от города Эймит-Сити (штат Луизиана) в возрасте 44 лет. У него остались жена Мелани и трое детей, дочь Брэнди и два сына, Джейкоб и Джереми.